# یواخیم دریفکه
یواخیم دریفکه (انگلیسی: Joachim Dreifke؛ زادهٔ ۲۶ دسامبر ۱۹۵۲) قایقران روئینگ اهل آلمان شرقی بود.